# Berea (Ohio)
Berea és una població dels Estats Units a l'estat d'Ohio. Segons el cens del 2000 tenia 18.970 habitants.

## Demografia
Segons el cens del 2000, Berea tenia 18.970 habitants, 7.173 habitatges, i 4.468 famílies. La densitat de població era de 1.341,5 habitants/km².
Dels 7.173 habitatges en un 27,9% hi vivien nens de menys de 18 anys, en un 48,1% hi vivien parelles casades, en un 10,6% dones solteres, i en un 37,7% no eren unitats familiars. En el 32,3% dels habitatges hi vivien persones soles el 12,1% de les quals corresponia a persones de 65 anys o més que vivien soles. El nombre mitjà de persones vivint en cada habitatge era de 2,35 i el nombre mitjà de persones que vivien en cada família era de 3.
Per edats la població es repartia de la següent manera: un 21,5% tenia menys de 18 anys, un 16,2% entre 18 i 24, un 26,3% entre 25 i 44, un 21,7% de 45 a 60 i un 14,3% 65 anys o més.
L'edat mediana era de 36 anys. Per cada 100 dones de 18 o més anys hi havia 86,2 homes.
La renda mediana per habitatge era de 45.699 $ i la renda mediana per família de 59.194 $. Els homes tenien una renda mediana de 39.769 $ mentre que les dones 29.078 $. La renda per capita de la població era de 21.647 $. Aproximadament el 2,6% de les famílies i el 5,5% de la població estaven per davall del llindar de pobresa.

## Poblacions més properes
El següent diagrama mostra les poblacions més properes.